# J.M. Kerrigan
J.M. Kerrigan, właśc. Joseph M. Kerrigan (ur. 16 grudnia 1884 w Dublinie, zm. 29 kwietnia 1964 w Los Angeles) – irlandzki aktor filmowy i telewizyjny.

## Filmografia
seriale
- 1948: Studio One jako Pether Flynn
- 1957: Wagon Train
- 1959: Lock Up

film
- 1916: An Unfair Love Affair jako Joe
- 1932: State's Attorney jako Trener
- 1933: Studium w szkarłacie jako Jabez Wilson
- 1933: Samotny kowboj jako pan Curran
- 1934: Wyspa skarbów jako Tom Morgan (niewymieniony w czołówce)
- 1935: Potępieniec jako Terry
- 1935: Wilkołak z Londynu jako Hawkins, asystent Glendona w laboratorium
- 1935: The Mystery of Edwin Drood jako Verger Tope
- 1937: Londyn nocą jako Times
- 1939: Union Pacific jako Monahan
- 1939: Przeminęło z wiatrem jako Johnny Gallagher
- 1940: Długa podróż do domu jako Crimp
- 1941: Wilkołak jako Charles Conliffe
- 1944: Wilson jako Edward Sullivan
- 1945: Tarzan i Amazonki jako Splivens
- 1947: Dzwonić Northside 777 jako Sullivan, ławnik sądowy
- 1952: Surowa północ jako Callahan
- 1952: Moja kuzynka Rachela jako wielebny Pascoe
- 1954: 20 000 mil podmorskiej żeglugi jako Billy
- 1956: Najszybszy strzelec jako Kevin McGovern

## Wyróżnienia
Posiada swoją gwiazdę na Hollywoodzkiej Alei Gwiazd.